# Erdquadrant

Der Erdquadrant, auf den für die Definition des Meters zwischen 1793 und 1799 ursprünglich Bezug genommen wurde. Auf einem Sphäroid, hier konkret dem Erdellipsoid, existieren unendlich viele longitudinale Quadranten, die aber alle die gleiche Länge besitzen

Ein longitudinaler Erdquadrant ist die sphäroidisch idealisierte Entfernung auf dem Niveau des Meeresspiegels vom Nordpol bis zum Äquator.

## Bestimmung zur Zeit der Meterdefinition(en)
Der französische Nationalkonvent von 1793 legte das Längenmaß Meter als den zehnmillionsten Teil der Streckenlänge Nordpol—Paris—Äquator fest.  Ein Erdquadrant maß demnach die halbe Länge des Meridians von Paris, bzw. ein Viertel des Längenkreises von Paris.  Die französische Erdmessung erbrachte Mitte des 18. Jahrhunderts einen empirischen Beweis für die polwärtige Abplattung der Erde.  Etwa zeitgleiche Messungen von de Lacaille und Cassini III. bestätigten diese Funde.  Die Ergebnisse beider Messungen wurden für eine prototypische, physische Realisierung der Meterdefinition des Konvents in Form eines Messingstabs verwendet.
Vor der Einführung des Meters wurde für Arbeiten, die Längenbestimmungen von und an Meridianen zum Inhalt hatten, das Längenmaß Toise verwendet.
Weitere Gradmessungen noch vor Beginn des 19. Jahrhunderts bestimmten den Erdquadranten neu, womit nach der ursprünglichen Definition auch die Länge des Meters variierte.  Der Messingstab war daraufhin zu lang.  Um zu vermeiden, dass Neubestimmungen des Erdquadrants mittels verbesserter Messinstrumente und mathematischer Verfahren immer wieder die Länge der zu definierenden Einheit Meter änderten, wandelte sich die Definitionsgeschichte des Meters grundlegend.  Der zehnmillionste Teil des Erdquadranten nach Rechnung von 1799 wurde als Platinstab gegossen und der Meter fortan als die Länge dieses Gegenstands definiert.
Dieser Platinstab wird auch als definitives Urmeter bezeichnet.  Er markiert eine historische Wende wegen der Änderung des Bezugssystems der Meterdefinition, vom zuvor angestrebten Erdquadranten hin (bzw. zurück) zur Länge eines bestimmten Gegenstands.  Zuvor waren Pariser Linie und Toise ebenso definiert worden.

## Bestimmung in Metern nach 1800
Die Neubestimmung der Parameter des Erdellipsoids mit dem Ziel einer höheren Genauigkeit wurde im 19. und 20. Jahrhundert fortgesetzt.  Der Meter war definiert und konnte stückweise die Toise als Längenmaß ablösen.  Die Umrechnung der Längenangaben gestaltete sich schwierig, denn für die Toise existierten verschieden lange Referenzgegenstände, das Symbol der Maßeinheit unterschied diese jedoch nicht.
1837 bestimmte Bessel den Erdquadranten auf eine Länge von 10.000.565,278 m, wozu ihm Daten zehn verschiedener Gradmessungen vorlagen.  Deren Ergebnisse wurden in Toise notiert, gaben aber mitunter nicht an, auf welche Toise sie konkret Bezug nahmen.
Bessel korrigierte den Wert 1841 auf 10.000.855,76 m und gab einen mittleren Fehler als Maß der Ungenauigkeit von ± 498,23 m an. Auch die Korrekturrechnung beruht auf der Annahme, alle Messwerte bezögen sich auf ein und denselben Toise-Referenzstab. Das bei seiner Ausgleichsrechnung zwischen den Gradmessungsdaten entstandene Referenzellipsoid ist heute als Bessel-Ellipsoid bekannt.
Für das mit GPS verwendete Ellipsoid des World Geodetic System 1984 (WGS84) beträgt die Länge des longitudinalen Erdquadranten ca. 10.001.966 m.

## Formel zur Bestimmung
Ist ein Sphäroid gegeben, lässt sich die Länge des longitudinalen Quadranten wie folgt bestimmen.
| {\displaystyle {\begin{aligned}f&={\tfrac {1}{n}}\\b&=a\,(1-f)\\\varepsilon &={\sqrt {1-{\tfrac {b^{2}}{a^{2}}}}}\\E(\varepsilon )&=\int \limits _{0}^{\frac {\pi }{2}}{\sqrt {1-\varepsilon ^{2}(\sin t)^{2}}}\ \mathrm {d} t\\Q_{lon}&=a\,E(\varepsilon )\end{aligned}}} | Am Beispiel des für WGS84 definierten Referenzellipsoiden wird Sage benutzt, um {\displaystyle Q_{lon}} zu ermitteln: sage: a=6378137 sage: n=298.257223563 sage: f=1/n sage: b=a*(1-f) sage: e=sqrt(1-b^2/a^2) sage: qlon=a*elliptic_ec(e^2) {\displaystyle Q_{lon}=10\,001\,965{,}729\,3127} | - {\displaystyle a\,..} große Halbachse - {\displaystyle b\,..} kleine Halbachse - {\displaystyle f\,..} Abplattung - {\displaystyle n\,..} inverse Abplattung - {\displaystyle \varepsilon \,..} Numerische Exzentrizität - {\displaystyle E(\varepsilon )=E({\tfrac {\pi }{2}};k=\varepsilon )\,..} Vollständiges elliptisches Integral der II. Art in Legendre-Form |

## Historische Werte
| Jahr  | Bezug                    | Länge in Meter          | Länge in Toise        | Länge in Pariser Linien | rel. Abweichung zu WGS84 in ‰ |
| ----- | ------------------------ | ----------------------- | --------------------- | ----------------------- | ----------------------------- |
| 1793  | de Lacaille Cassini III. | 10.003.248,394          | 5.132.407,407         | 4.434.400.000           | 0,128                         |
| 1799  | Delambre Méchain         | 10.000.000              | 5.130.740,740         | 4.432.960.000           | −0,197                        |
| 1837  | Bessel                   | 10.000.565,278          | 5.131.030,77          | 4.433.210.585           | −0,140                        |
| 1841  | Bessel                   | 10.000.855,762 ± 498,23 | 5.131.179,81 ± 255,63 | 4.433.339.356 ± 220.863 | −0,111                        |
| ~1980 | WGS84                    | 10.001.965,729          | 5.131.749,305         | 4.433.831.400           | 0                             |